# Wojcieszów
Wojcieszów (Duits: Kauffung) is een stad in het Poolse woiwodschap Neder-Silezië, gelegen in de powiat Złotoryjski. De oppervlakte bedraagt 32,16 km², het inwonertal 4014 (2005).

## Verkeer en vervoer
- Station Wojcieszów Górny